# Баворовські Графи

Варіант гербу Прус ІІ

Баворовські (Баворовські Графи, пол. Baworowski, Baworowski Hrabia) — польський герб графський, різновид гербу Прус ІІ (Вільче Коси, пол. Prus II, Wilcze Kosy) наданий в австрійській Польщі.

## Історія
Баворовські — польський шляхетський рід, на думку Каспера Несецького, чеського походження. Назву свого роду взяли від наданої ім маєтності Баворово біля Теребовлі в Галичині, де з'явилися в 1427 році. 27 липня 1779 (в інших документах 19 лютого 1779) року Матеуш Тадеуш Вацлав з Баворова Баворовський (1748†1814) разом з братами Алоїзієм і Віктором Іґнацієм отримали від імператриці Священної Римської імперії Марії-Терезії Габсбург дідичний титул графів Королівства Галіції і Лодомерії Священної Римської імперії. 6 вересня 1782 року брати Баворовські отримали легітимацію (підтвердення шляхетності). Підставою надання графського титулу був патент з 1775 року, галицьке шляхетство й документальне підтвердження походження від Вацлава Баворовського. 
В історичних джерелах є відомості про факт «домашньої війни» між Баворовськими і Тарновськими за землі на півночі тодішнього Теребовлянського повіту (XVI ст.), в якій переміг Ян Амор Тарновський.

## Роди
Дві родини гербовні:
Баворовські (нім. graf von Baworow-Baworowski) та Нероновичі-Баворовські (пол. Neronowicz-Baworowski). Право вживати прізвище Неронович-Баворовський отримав Валеріан Неронóвич, всиновлений Володимиром Баворовським 28 листопада 1877 року.

## Представники
- Марцін з Баворова — дворянин цісаря Сигізмунда Люксембурзького, його посланець до Владислава III Варненчика і Свидригайла в 1435 році.
- Вацлав († бл.1545) — виходець з Чехії, писар польний коронний[1], перша дружина — Катажина Коляновська гербу Богорія, дідичка Іванця.

Діти:
- - Ян — військовик
  - Анна — перша дружина Яна Творовського (за о. Садоком Барончем)[2] (вірогідніше, вона була дружиною його сина, також Яна Творовського), мати (за К. Несецьким) Миколая Бучацького-Творовського

Друга дружина — княжна Єлизавета Збаразька, донька князя Андрія Збаразького та його дружини Анни Гербурт,.
Діти:
- - Миколай — королівський ротмістр (1579-1593), дідич Баворова, Городниці, Сулковиць, Великої Березовиці, Острова коло Тернополя, отримав запис за рішенням сеймової «конституції» 1593 року; дружина — Малґожата зі Скарбеків
    - Вацлав — королівський ротмістр 
      - Александер — королівський ротмістр (1614)

  - Анна — дружина князя Олександра Корибутовича-Порицького

- Флоріан — в 1549 отримав ленним правом у володіння села Городницю, Шовківці і Сороцьке в теребовлянському повіті

- Томаш — ротмістр козацької хоругви (1633), королівський ротмістр (1649)

- Миколай — суддя каптуровий галицької землі (1668), дружина (з 1648, це її 3-й шлюб) Барбара Копицінська (Копичинська) гербу Копач, донька Шимона Копичинського, старости петриківського і Зофії з Малих Скотник. Її 1-м чоловіком був Анджей Калиновський  гербу Калинова, ловчий подільський, 2-м — Ян Маковецький. За дружиною, як посаг, він отримав маєток Копичинці в теребовельському повіті на Поділлі.
  - Гелена — 1-й чоловік — Марцін Мрозовицький гербу Прус III, чесник буський і підстолій грабовецьким, 2-й чоловік — Анджей Каковський гербу Косцєша, чесником теребовельським, 3-й чоловік — нн Порчинський гербу Ястшембець

- Шимон († між 1712 і 1717) — полковник панцерний, дітей не мав
- Шимон — підчаший галицький, Юзеф (дружина — з Йорданів), Станіслав, Єжи — рідні брати, претендували на спадок попереднього

- Юзеф (†1762) — ловчий сяноцький (з 1725), підчаший теребовельський (1715-1762); дружина — Ельжбета Ленкевич-Іпогорська, другим шлюбом за сяноцьким каштеляном Войцехом Мархоцьким, донька чесника мозирського Яна Ленкевича-Іпогорського і Людвіки Хоїнської
  - Матеуш Тадеуш Вацлав (23.09.1748, Копичинці†06.01.1814, там же) — граф (19.02.1779, отримав титул з двома братами від імператриці Марії-Терезії), член Галицького станового сейму від магнатів, дружина — Текля Жищевська гербу Побуг, донька любачівського каштеляна Войцеха Жищевського і Маріанни Суської
    - Адам Ян Кантий Вольфганг (01.11.1782, Копичинці†29.03.1852, Львів) — граф, член Галицького станового сейму від магнатів, дружина — графиня Емілія Розалія Катажина Левицька (1800†1885), донька галицького великого коронного конюшого графа Юзефа Каласантія Яна Кантия Віта Модеста Алоїзія Левицького і Катажини Вінценти Уршули Сененської-Качковської
      - Юзеф Маріан Мацей (02.11.1822, Копичинці†21.07.1885, Копичинці) — граф, австрійський камергер (з 30.04.1850), лицар Мальтійського Ордену (з 26.02.1856), дідичний член Імперської ради Панів Австро-Угорщини (07.10.1879-21.07.1885), засновник ординації і 1-й ординат на Нижбірку і Чабарівці в Гусятинському повіті (з 23.01.1878), власник Копичинців і Котівки в Гусятинському повіті, Великих Бірок, Малого Ходачкова, Дичкова, Костянтинівки і Красівки в Тернопільському повіті, дружина (02.06.1863, Відень) — графиня Франциска Домініка Максиміліана цу Гардеґґ ауф Ґлатц унд ім Мархланде (18.12.1844†15.06.1924)
        - Еміль (24.12.1864, Відень†08.07.1908, Відень) — граф, австрійський камергер, дідичний член Імперської ради Панів Австро-Угорщини (19.12.1889-08.07.1908), 2-й ординат на Нижбірку і Чабарівці (з 1885) в Гусятинському повіті (до ординації входили Гусятин, Старий і Новий Нижбірки, Чабарівка, Гриньківці), жив одинаком, нащадків не залишив
        - Рудольф (30.11.1865, Відень†20.09 (чи 28.01.) 1931, Копичинці) — граф, дідичний член Імперської ради Панів Австро-Угорщини (18.11.1908-28.10.1918), 3-й ординат на Нижбірку і Чабарівці (з 1908), убитий невідомими в лісах під Копичинцями, дружина (01.08.1901, Відень) — Франциска Анна Вікторія Марія (Фанні) графиня Хоринскі баронеса фон Ледске (пол. hr. Chorinsky bar. von Ledske) (22.09.1876†1963)
          - Марія Анна (16.09.1902, Копичинці†24.11.1988) — графиня, чоловік (28.04.1927) — граф Карл фон Шонбурґ-Ґлаухау (26.07.1899†12.04.1945)
          - Францішка (22.08.1903, Копичинці†07.09.1963) — графиня, чоловік (11.01.1928) — граф Освальд фон Зейлерн унд Аспанґ (1900†1967)
          - Матильда Владислава (нар. 10.03.1905, Копичинці†1977) — графиня, чоловік (26.04.1922) — граф Аґенор Марія Йоахім Голуховський (22.06.1886, Париж†15.05.1956)
          - Рудольф Еміль (17.11.1906, Копичинці†28.11.1931) — граф
          - Стефан Владислав (нар. 24.12.1907) — граф, помер в молодому віці
          - Еміль Максиміліан (20.02.1909†29.08.1965) — граф, 4-й ординат на Нижбірку і Чабарівці (з 1931), дружина (01.08.1942) — графиня Ельжбета Жултовська гербу Огоньчик (нар. 07.02.1915), донька графа Анджея Жултовського і князівни Ванди Святополк-Четвертинської
          - Адам (1913†1942) — польський тенісист, загинув під Сталінградом
            - Ізабела (нар. 08.06.1946) — графиня
            - Александра (нар. 02.07.1950) — графиня, чоловік (01.103.1969, Танжер, Марокко) — Жан-Філіпп Дюшанж

          - Адам Миколай (09.04.1913†після 1937) — граф

        - Францішка Пія Адаміна Максиміліана Юзефіна Марія Емілія Вікторія (22.03.1867, Відень†12.01.1928) — графиня, чоловік (17.11.1888, Львів) — граф Вітольд Островський (11.01.1864†16.01.1916)
        - Марія Пія (02.07.1869, Відень†09.02.1930) — графиня, чоловік (23.07.1895, Відень) — граф Владимир Міттровскі фон Міттровіц барон фон Немисл (07.07.1864†21.01.1930)
        - Зофія (24.05.1880, Відень†08.03.1913) — графиня, чоловік (08.02.1899, Відень) — граф Карл фон Хауґвіц (03.03.1874†21.09.1948)

      - Марія Кароліна Юзефа (01.11.1823†15.07.1906, Скала) — графиня, чоловік (16.02.1848) — граф Аґенор Ромуальд Онуфрій Голуховський (08.02.1812, Скала†03.08.1875, Львів), намісник Галичини
      - Пауліна (21.12.1831, Львів†08.11.1903) — графиня, чоловік (1853) — Влодзімєж Юзеф Лось (18.05.1826, Львів†03.06.1873)

    - Марія — графиня, чоловік — граф Людвік Грохольський (1785†1869)

  - Алоїз (Алоїзій) — граф (19.02.1779, отримав титул з двома братами від імператриці Марії-Терезії)
    - Юзеф — граф, член Галицького станового сейму (1817)

  - Віктор Ігнацій — граф (19.02.1779, отримав титул з двома братами від імператриці Марії-Терезії), член Галицького станового сейму, дружина — Юлія Анна Сцібор-Мархоцька гербу Остоя, донька Міхала Сцібор-Мархоцького, чесника брацлавського і Катажини Міхаловської
    - Юзеф (1780—20.11.1841) — граф, капітан в наполеонівській армії, член Галицького станового сейму, кавалер ордену Virtuti Militari, похований в Колтові, дружина — графиня Феліція Стаженська гербу Лис (1793†14.10.1837), власниця Колтова, донька графа Францішка Ксаверія Стаженського і Маріанни Яблоновської
      - Влодзімєж (Володимир) (1823, Тернопіль†07.07.1901) — граф, посол Галицького крайового сейму I, II і III каденцій і Імперської Ради (Рейхсрату) у Відні, (1861-1876), власник Струсова, дружина (це її другий шлюб) — Антоніна Гарасимович (†24.10.1882, Струсів), її 1-й чоловік — Неронович (Влодзімєж всиновив її сина від 1-го шлюбу, Валеріана Нероновича 28.11.1877, після чого той офіційно став писатись Баворовським-Нероновичем)
        - Ядвіга — графиня, чоловік — Мацей Любенський (†01.08.1901, Варшава)
        - Ванда — графиня, чоловік — Юліан Роґуський
        - Марія — графиня, чоловік (25.01.1893, Варшава) — Вітольд Поструський (†19.02.1906, Львів)

      - Віктор (1825 чи 1826, Колтів†03.12.1894, Львів) — граф, засновник «Бібліотеки ім. Баворовських» у Львові, меценат і бібліофіл
      - Вацлав Станіслав (1827†15.06/04.07.1909, Колтів) — граф, власник маєтку в Баворові[4], дружина (10.06.1853) — графиня Зофія Малгожата Катажина Стаженська (1834†09.10.1886, Колтів), донька графа Міхала Стаженського і графині Габріели Стаженської 
        - Вацлав (1854†бл. 1891) — граф
        - Феліція (1859†1863) — графиня, померла в дитинстві
        - Міхал Віктор Антоній (13.05.1860†20.08.1933) — граф, австрійський камергер, дружина (21.09.1886, Львів) — графиня Марія Северина Ядвіга Дунін-Борковська (05.09.1862, Корманичі†02.08.1919), донька графа Болеслава Дуніна-Борковського і графині Марії Бадені
          - Зофія Марія Чеслава (21.07.1887, Бісковичі†03.01.1971, Варшава) — графиня, чоловік (27.07.1912) — граф Войцех Марія Аґенор Адам Евґеніуш Голуховський (13.09.1888, Бухарест†20.06.1960)
          - Марія Целестина Вікторія (нар. 07.02.1890, Львів) — графиня
          - Анна Марія Пауліна (30.06.1895, Сороцьке†26.02.1917) — графиня

        - Юзеф Габріель Кароль (26.01.1862†28.04.1899) — граф

    - Міхал (1800†29.07.1872) — граф, австрійський камергер, посол Галицького крайового сейму, дружина — Йоанна Філіпіна Коритовська гербу Мора (1820†1889), дочка дідича Тернополя Францішка Коритовського[5] і графині Нікодеми Бок-Забєльської
      - Леонтина (17.09.1837, Львів†06.05.1913) — графиня, чоловік (28.04.1854, Львів) —  граф Леопольд Стаженський (13.12.1835†26.08.1904, Підкамінь)
      - Владислав Юліуш Юзеф Вацлав Віктор (1841†08.06.1917) — граф, австрійський камергер, дружина (02.07.1866, Львів) — Марія Юзефа Габріела Коритовська гербу Мора (1846†06.12.1917) (доводилась чоловіку двоюрідною сестрою — її батько і чоловікова мати були рідними), донька Еразма Коритовського і графині Мальвіни Казимири Стаженської 
        - Міхал Маріан Владислав Еразм (21.10.1868, Львів†12.04.1940) — граф, дружина (25.04.1908, Ніцца) — Ельжбета Чосновська (1880†01.08.1920), донька Адама Чосновського і Ельжбети Грабовської
          - Владислав Марія Аґенор (10.108.1910, Гермаківка†01.06.1942, в концтаборі Освєнцім) — граф, дружина (20.05.1940, її 1-й шлюб) — графиня Зофія Бадені ((16.12.1918, Львів†22.05.1951, Токіо), її 2-й чоловік 19.01.1948, Лондон) — Артур Джон Ґудмен (1913†1964)
            - Людвік ((нар. 06.10.1940) — граф

          - Єжи Адам Марія Міхал (09.07.1911, Гермаківка†09.10.1973, Обераммергау) — граф, дружина (10.10.1934) — графиня Марія Водзіцька (нар. 27.03.1910), донька графа Александра Водзіцького і баронеси Марії Бруницької
          - Міхал Рудольф Юліуш (нар. 01.10.1916) — граф

        - Єжи Еразм Томаш (29.12.1870, Плотича†06.09.1933, Львів) — граф, член Імперської Ради Австро-Угорщини (1911-1918), депутат Галицького сейму (1901-1913) та польського Сейму (1919-1922), почесний громадянин Теребовлі, дружина (05.08.1909, Краків) — графиня Катажина Замойська (10.12.1888, Краків†07.12.1958, Лондон), донька графа Здзіслава Замойського і Юзефи Валіцької
          - Марія Зофія (нар. 22.09.1913) — графиня, 1-й чоловік(08.01.1938, розлучені в 1951, була його 1-ю дружиною) — граф Адам Марія Губерт Бєльський (нар. 18.09.1910), 2-й чоловік (04.05.1951) — Людвік Калиновський (нар. 1911)
          - Стефан (31.05.1915†12.01.1931) — граф
          - Ельжбета Зофія (нар. 04.10.1920) — графиня, чоловік (02.07.1946) — граф Казимир Адам Грохольський (08.01.1917†26.09.1994)

      - Мечислав (1842†бл. 1891) — граф

    - Марія (1794†1876) — графиня, чоловік (1812) — граф Мацей Ігнацій Стаженський (1789†1852)
    - Генрика Леонарда (1804†23.04.1869) — графиня, чоловік (28.08.1821, Смолянка) — граф Станіслав Северин Максиміліан Антоній Войцех Дрогойовський (21.04.1790†1854)

- Вацлав (пом. 1701) — ловчий галицький, підчаший кам'янецький[6]

- Влодзімеж — перебудував церкву святого Миколая в селі Струсів на родинний гробівець.